# Gros Michel
Ne doit pas être confondu avec Michel Gros.

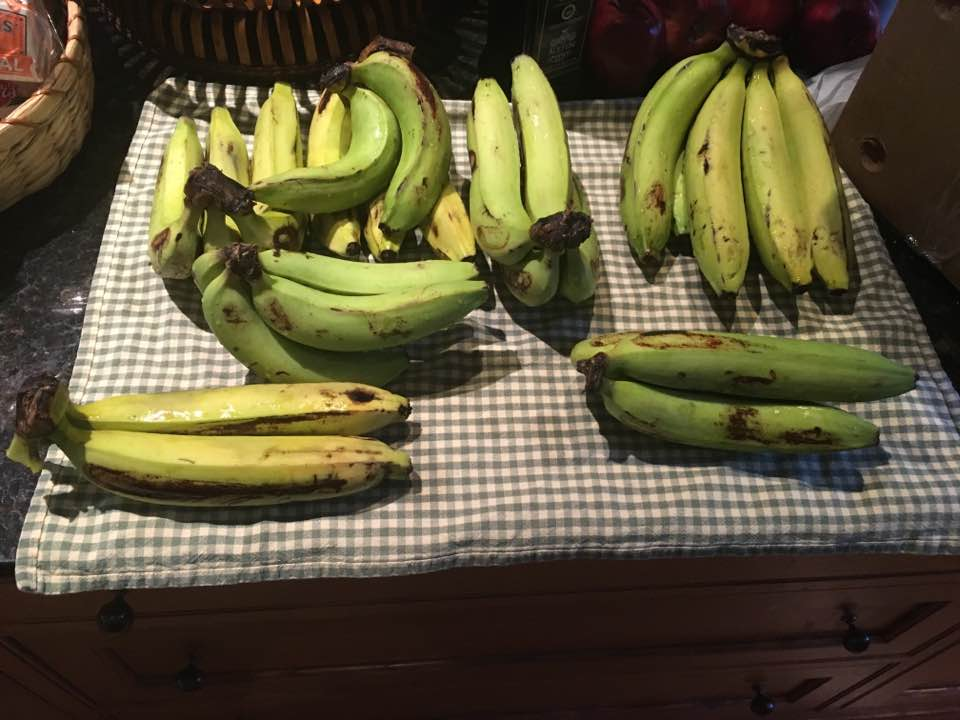

Gros Michel est une variété de banane originaire de l'Asie du Sud-Est et importée en Martinique vers 1820 par des officiers et colons français qui donnèrent cette appellation en raison notamment de la taille du fruit Musa acuminata.

## Dénomination
La banane Gros Michel est également connue sous la dénomination de Guineo Gigante, Banano et Plátano Roatán en espagnol et de Big Mike en anglais (traduction de Gros Michel), même si la dénomination internationale demeure officiellement "Musa acuminata (Groupe AAA) Gros Michel". Elle est également connue sous le nom de Pisang Ambon en Malaisie et en Indonésie, Thihmwe en Birmanie, Chek Ambuong au Cambodge et Kluai hom thong en Thaïlande.

## Historique
La banane Gros Michel est originaire de l'Asie du Sud-Est (Birmanie, Thaïlande, Malaisie, Indonésie, Sri Lanka). Des officiers de la marine française rapportent des plants de cette variété de bananier vers l'île de la Martinique où des colons les plantent vers 1820. 
De là, la propagation de la culture s'étend dans les Caraïbes, notamment en Haïti et en Jamaïque. L'exportation en gros de cette variété de banane a commencé vers les États-Unis en 1879 avec le premier envoi de bananes Gros Michel de la Jamaïque vers Boston et New York. Le succès commercial de cette banane est au rendez-vous en raison de sa fragrance unique et fruitée faisant de ce fruit goûteux un dessert de choix. Afin de développer son commerce, la compagnie américaine a diffusé l'implantation de la Gros Michel au Nicaragua, au Panama, aux îles Fidji, à Hawaï et jusqu'en Australie.
Au début du XXe siècle, un champignon, le Fusarium oxysporum, vivant dans le sol et contre lequel on ne possède toujours pas de traitement chimique, apparaît au Panama et décime les bananiers (Maladie de Panama). Cette épiphytie se diffuse graduellement au cours des années et la production mondiale fléchit jusqu'à s'effondrer vers les années 1960. La Gros Michel fut remplacée à l'exportation par une variété de bananes Cavendish, actuellement touchée par le même champignon. La culture actuelle de la Gros Michel se situe dans des petites exploitations isolées de la contamination à grande échelle, notamment sur l'île de Sainte-Lucie aux Antilles ou dans le centre de la République du Congo. Elle n'a par contre jamais été atteinte par ce champignon en Thaïlande, où la culture est toujours florissante.

## Variétés résistantes
La Fondation du Honduras pour la recherche agronomique a entrepris d'élever des bananes "Gros Michel" résistantes à la maladie de Panama, et après des problèmes initiaux dus aux mauvaises caractéristiques agronomiques des plantes dont le pollen a été prélevé (parent mâle), la Fondation a développé des diploïdes améliorés (FHIA-01, FHIA-18, FHIA-21 et FHIA-250) qui servent de mâle pour le développement de divers hybrides. Les hybrides libérés jusqu'à présent ont de bonnes caractéristiques agronomiques, sont résistants ou tolérants à la flétrissure fusarienne. Ils sont cultivés dans un large éventail de conditions agro-écologiques en Afrique, en Amérique latine et en Australie.